# Mopalia spectabilis
Mopalia spectabilis is een keverslakkensoort uit de familie van de Mopaliidae. De wetenschappelijke naam van de soort is voor het eerst geldig gepubliceerd in 1977 door Cowan & Cowan.